# Cratere Purkyně
Purkyně è un cratere lunare di 50,29 km situato nella parte sud-occidentale della faccia nascosta della Luna.